# Heinz Schmid-Lossberg

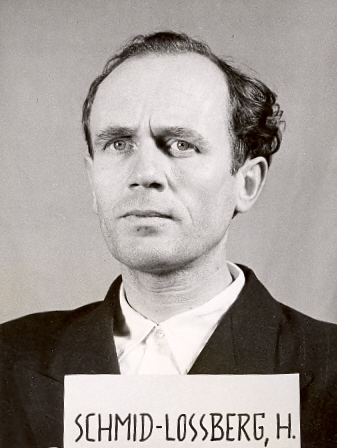
Heinz Schmid-Lossberg während der Nürnberger Prozesse.

Heinz Schmid-Lossberg (* 1. Januar 1905 in Posen als Max Albert Erich Heinz Schmid; † nach 1977) war ein deutscher Geschäftsmann und Wirtschaftsführer. Er wurde bekannt als Inhaber von Führungspositionen in der deutschen Wirtschaft während des Zweiten Weltkriegs und in der Nachkriegszeit.

## Leben und Wirken
Nach dem Schulbesuch absolvierte Schmid-Lossberg eine Banklehre. 1935 nahm der als Schmid geborene den Familiennamen Schmid-Lossberg an.
Schmid-Lossberg trat am 1. Mai 1937 der NSDAP bei und gehörte auch der NSV und der DAF an. Zudem wurde er später mit dem Kriegsverdienstkreuz I. Klasse ausgezeichnet.
Während des Zweiten Weltkriegs war Schmid-Lossberg Wehrwirtschaftsführer, Direktor der Berliner GmbH für Luftfahrtbedarf und Geschäftsführer der Rüstungskontor GmbH im Reichsministerium für Rüstung und Kriegsproduktion. Ferner gehörte Schmid-Lossberg dem Beirat der für die Montage der V2-Raketen zuständigen Mittelwerk GmbH an, in dem er das Rüstungsministerium vertrat. Zudem gehörte er von 1943 bis 1945 dem Aufsichtsrat der Verwertchemie an.
Ab Mitte Februar 1943 gehörte Schmid-Lossberg der Geschäftsführung der Montan an und war auf Betreiben der Amerikaner vom 1. Dezember 1945 bis Januar 1946 kommissarischer Leiter der Montan.
Nach Kriegsende wurde Schmid-Lossberg von den Alliierten verhaftet.  Er sagte als Zeuge bei den Nürnberger Prozessen aus.
In der Bundesrepublik trat Schmid-Lossberg 1955 in die Berliner Handels-Gesellschaft ein, deren Generalbevollmächtigter er wurde. Mit Vollendung seines 68. Lebensjahres schied er am 1. Januar 1973 aus dem Kreis der Geschäftsinhaber der Handels-Gesellschaft aus. Ferner war er Vorstandsmitglied der Berliner Handelsbank AG sowie Aufsichtsratsvorsitzender der Frankfurter Kreditbank GmbH und der Berliner AG für Vermögensverwaltung. 
Die DDR-Publizistik führte Schmid-Lossberg im sogenannten Braunbuch der DDR öffentlich als ein prominentes Beispiel für die Kontinuität der Wirtschaftseliten der NS-Zeit in der Bundesrepublik ins Feld.